# Torneo de balonmano femenino en los Juegos Olímpicos de Singapur 2010
El Balonmano en los Juegos Olímpicos de Verano de la Juventud 2010 tuvo lugar en el Salón 602 Suntec en Singapur.

## Equipos participantes
Grupo A
- Angola
- Rusia
- Brasil

Grupo B
- Australia
- Dinamarca
- Kazajistán

## Resultados
| Equipo | J | G | E | P | GF | GC | DG  | PTS |
| ------ | - | - | - | - | -- | -- | --- | --- |
| Rusia  | 2 | 2 | 0 | 0 | 76 | 42 | +34 | 4   |
| Brasil | 2 | 1 | 0 | 1 | 50 | 62 | -12 | 2   |
| Angola | 2 | 0 | 0 | 2 | 49 | 71 | -22 | 0   |

| Fecha                | Lugar           |        |                   | Resultado     |                   |         |
| -------------------- | --------------- | ------ | ----------------- | ------------- | ----------------- | ------- |
| 20 de agosto de 2010 | Suntec Sala 602 | Brasil |                   | 20:35 (8:15)  |                   | Francia |
| 21 de agosto de 2010 | Suntec Sala 602 | Angola | Bandera de Angola | 27:30 (16:16) | Bandera de Brasil | Brasil  |
| 22 de agosto de 2010 | Suntec Sala 602 | Rusia  | Bandera de Rusia  | 41:22 (22:10) | Bandera de Angola | Angola  |

## Grupo B
| Equipo     | J | G | E | P | GF | GC | DG  | PTS |
| ---------- | - | - | - | - | -- | -- | --- | --- |
| Dinamarca  | 2 | 2 | 0 | 0 | 81 | 19 | +62 | 4   |
| Kazajistán | 2 | 1 | 0 | 1 | 60 | 56 | +4  | 2   |
| Australia  | 2 | 0 | 0 | 2 | 20 | 86 | -66 | 0   |

| Fecha                | Lugar           |            |                       | Resultado    |                       |            |
| -------------------- | --------------- | ---------- | --------------------- | ------------ | --------------------- | ---------- |
| 20 de agosto de 2010 | Suntec Sala 602 | Australia  | Bandera de Australia  | 4:41 (3:21)  | Bandera de Dinamarca  | Dinamarca  |
| 21 de agosto de 2010 | Suntec Sala 602 | Kazajistán | Bandera de Kazajistán | 45:16 (20:8) | Bandera de Australia  | Australia  |
| 22 de agosto de 2010 | Suntec Sala 602 | Dinamarca  | Bandera de Dinamarca  | 40:15 (18:9) | Bandera de Kazajistán | Kazajistán |

## Partidos por el 5° puesto
| Fecha                | Lugar           |           |                      | Resultado    |                      |           |
| -------------------- | --------------- | --------- | -------------------- | ------------ | -------------------- | --------- |
| 23 de agosto de 2010 | Suntec Sala 602 | Angola    | Bandera de Angola    | 37:12 (15:9) | Bandera de Australia | Australia |
| 24 de agosto de 2010 | Suntec Sala 602 | Australia | Bandera de Australia | 12:39 (8:16) | Bandera de Angola    | Angola    |

Angola ganó el global por 76-24 y se adjudica el 5° lugar

## Semifinales y final
|  | Semifinales            | Semifinales            |    |                        | Final                  | Final |  |
|  |                        |                        |    |                        |                        |       |  |
|  |                        |                        |    |                        |                        |       |  |
|  | Singapur, 23 de agosto |                        |    |                        |                        |       |  |
|  | Rusia                  | 41                     |    |                        |                        |       |  |
|  | Kazajistán             | 19                     |    |                        |                        |       |  |
|  |                        |                        |    |                        |                        |       |  |
|  |                        |                        |    |                        | Singapur, 24 de agosto |       |  |
|  |                        |                        |    |                        | Rusia                  | 26    |  |
|  |                        | Dinamarca              | 28 |                        |                        |       |  |
|  |                        |                        |    |                        |                        |       |  |
|  |                        |                        |    |                        |                        |       |  |
|  |                        |                        |    |                        | Tercer lugar           |       |  |
|  | Singapur, 23 de agosto | Singapur, 23 de agosto |    | Singapur, 24 de agosto | Singapur, 24 de agosto |       |  |
|  | Brasil                 | 25                     |    | Kazajistán             | 23                     |       |  |
|  | Dinamarca              | 30                     |    |                        | Brasil                 | 45    |  |

| Dinamarca                                                                             |
| Dinamarca                                                                             |
| 1ª medalla de oro Torneo femenino de balonmano en los Juegos Olímpicos de la Juventud |

- Datos: Q908563